# Periere (figlio di Eolo)
Periere (in greco antico: Περιήρης?, Periḕrēs) è un personaggio della mitologia greca. Fu re di Messene.

## Genealogia
Figlio di Eolo e di Enarete, sposò Gorgofone e divenne padre di Afareo, Leucippo e probabilmente anche di Deidamia. In altre versioni del mito è detto figlio di Dioplete (figlio di Mirmidone).
Gli scoli delle Argonautiche di Apollonio Rodio indicano che fu anche il padre di Deidameia, una donna  che ebbe da Testio i figli di Ificlo, Altea e Leda . Secondo Esiodo anche Alirrozio era uno dei suoi figli.

## Mitologia
Divenne re di Messenia cinque generazioni dopo la morte di Policaone poiché la famiglia sino ad allora dominante rimase senza discendenti.
Periere costruì il suo palazzo ad Andania e sposò Gorgofone. Dopo la sua morte, Gorgofone sposò Ebalo che era figlio di un altro suo omonimo Periere e che fu un re di Sparta, mentre il suo regno passò a suo figlio Afareo.